# 후안 카를로스 로렌소
후안 카를로스 "엘 토토" 로렌소(스페인어: Juan Carlos "El Toto" Lorenzo, 1922년 10월 10일 ~ 2001년 11월 14일)는 전 아르헨티나의 축구 선수이자 축구 감독이다. 선수 시절 포지션은 미드필더와 스트라이커였다. 보카 주니어스 팬들은 로렌소를 우상으로 여긴다.
1940년 차카리타 주니어스에서 데뷔했다. 1945년 보카 주니어스로 이적했고, 2년 뒤인 1947년 이탈리아의 UC 삼프도리아로 이적했다. 1952년 프랑스의 AS 낭시로 이적해 활약했고, 아틀레티코 마드리드, 라요 바예카노를 거쳐 1958년 RCD 마요르카로 이적해 선수겸 감독으로 활약했다. 로렌소는 은퇴 후 감독으로 계속 남았다.
다음 두시즌 동안 로렌소는 RCD 마요르카를 3부 리그에서 2부 리그로, 곧바로 다시 프리메라리가로 승격시켰다.
1961년 그는 CA 산로렌소로 팀을 옮겼고, 아르헨티나 축구 국가대표팀을 맡으며 1962년 FIFA 월드컵에서 아르헨티나를 지휘했다. 그 후 유럽으로 돌아가 SS 라치오와 AS 로마를 맡았다. 1966년 FIFA 월드컵을 위해 다시 아르헨티나 축구 국가대표팀 감독직을 맡았고, 잠시 리버 플레이트를 감독한 후 RCD 마요르카로 되돌아갔다. 다시 SS 라치오를 감독한 후 CA 산로렌소에서 생애 첫 리그 우승을 이뤄냈다.
1973년 스페인의 아틀레티코 마드리드로 팀을 옮긴 그는 프리메라리가 우승을 일궈냈다. 1973-74 시즌 유러피언컵에서 팀을 결승까지 진출시킨 그는 FC 바이에른 뮌헨과의 첫 번째 경기에서 1-1 무승부를 만들었지만, 이틀 뒤에 열린 재경기에서는 4-0으로 패하며 준우승을 했다. 1975년 아르헨티나로 돌아가 새로 승격한 우니온 데 산타페를 감독했고, 1976년 많은 압력 하에(라이벌이었던 리버 플레이트가 2회 연속 리그 우승을 했다.) 보카 주니어스를 감독했고, 팀 역사상 가장 빛나는 시기를 이끌었다. 4년 동안 보카 주니어스는 2번의 리그 우승과 1977년 인터콘티넨털컵 우승을 포함해 3번의 국제 경기에서 우승을 했다. 이 시기동안 우고 가티가 골문을 지켰고, 오른쪽 수비는 비센테 페레이라, 왼쪽 수비는 알베르토 타란티니가, 중앙 수비는 프란시스코 사와 로베르토 무오소가 담당했다. 중원은 호르헤 호세 베니테스와 마리오 사나브리아가 지켰고, 공격진은 속도가 빠른 에르네스토 마스트란헬로가 이끌었다.
보카 주니어스를 떠난 후 그는 라싱 클루브, 아르헨티노스 주니어스, CA 산로렌소, 벨레스 사르스필드, CA 아틀란타, SS 라치오 등을 감독했다. 1987년 보카 주니어스를 잠시동안 감독한 후 감독자리에서 은퇴했다.